# アリョーナ・ボンダレンコ
アリョーナ・ボンダレンコ（Alona Bondarenko, ウクライナ語: Альона Володимирівна Бондаренко, 1984年8月13日 - ）は、ウクライナ・クルィヴィーイ・リーフ出身の女子プロテニス選手。2人の姉妹、バレリア・ボンダレンコ（1982年生まれ）とカテリナ・ボンダレンコ（1986年生まれ）とともに「3人姉妹のプロテニス選手」として活動した。2008年の全豪オープン女子ダブルスで、アリョーナとカテリナの姉妹ペアが初優勝を飾り、ウクライナ出身のテニス選手として史上初の4大大会優勝を達成した。3人姉妹の次女であるアリョーナは、これまでにWTAツアーでシングルス2勝、ダブルスで2008年全豪オープンを含む4勝を挙げ、シングルス自己最高ランキングでウクライナ女子選手の最高位を更新した。

## 来歴
ボンダレンコ家の3姉妹は、ともにテニスコーチである両親の手ほどきでテニスを始めた。次女のアリョーナは1999年に15歳でプロ入りし、2002年に女子テニス国別対抗戦・フェドカップのウクライナ代表選手に初選出された。アリョーナは2003年全豪オープンから4大大会の予選会に挑戦を始めたが、2年後の2005年全豪オープンにようやく本戦初出場を果たし、この年のウィンブルドンでナタリー・ドシーとの3回戦まで勝ち進んだ。2006年、ボンダレンコはWTAツアーでシングルス・ダブルスとも初優勝を飾り、ダブルスで5月のトルコ・イスタンブール大会を制した後、シングルスでも10月初頭のルクセンブルク大会で初めてのタイトルを獲得した。
2007年全豪オープンで、アリョーナ・ボンダレンコは初めて「第29シード」を与えられ、3回戦でキム・クライシュテルスに敗退した。全仏オープンは2回戦で止まったが、ウィンブルドンで2年ぶり2度目の3回戦に進み、第15シードのパティ・シュナイダーに 4-6, 6-3, 6-8 で競り負けた。ウィンブルドン選手権終了後、ボンダレンコは7月23日付でシングルス自己最高ランキング「21位」をマークし、それまでナタリア・メドベデワ（アンドレイ・メドベデフの姉）が持っていた、ウクライナ女性としての女子テニスツアー最高ランキング「23位」を更新した。全米オープンでは、3回戦でビーナス・ウィリアムズに敗れている。
2008年全豪オープンで、第21シードのボンダレンコはシングルス2回戦でキャロライン・ウォズニアッキに敗れたが、妹のカテリナと組んだダブルスで活躍する。姉妹ペアは準々決勝で第1シードのリーゼル・フーバー&カーラ・ブラックを 6-3, 6-2 のストレートで破ると、準決勝でビルヒニア・ルアノ・パスクアル&アナベル・メディナ・ガリゲス組に勝ち、決勝戦ではビクトリア・アザレンカ&シャハー・ピアー組に 2-6, 6-1, 6-4 の逆転勝利を収めた。
全豪オープン優勝後、アリョーナとカテリナは全仏オープンでも女子ダブルスのベスト4に入った。8月の北京五輪で、アリョーナとカテリナは女子ダブルス準決勝でビーナスとセリーナのウィリアムズ姉妹組と顔を合わせ、“姉妹ペア対決”に 6-4, 4-6, 1-6 で逆転負けしたため、準決勝敗退ペア2組による「銅メダル決定戦」に回った。2人は銅メダル決定戦で地元中国ペアの鄭潔&晏紫組に 2-6, 2-6 で完敗し、女子ダブルスのメダルを逃した。アリョーナはシングルス2回戦でセルビアのエレナ・ヤンコビッチに 5-7, 1-6 で敗れた。
2010年1月のホバート大会の決勝でシャハー・ピアーを 6–2, 6–4 で破りシングルス2勝目を挙げた。全豪オープンで、アリョーナは初めてシングルスの4回戦に進み、鄭潔に 6-7(5-7), 4-6 のスコアで敗れて8強入りを逃した。
アリョーナは2011年10月のクレムリン・カップ1回戦でボヤナ・ヨバノフスキに敗れた試合を最後に、公式試合から遠ざかり2015年に第1子の長男を出産した。2016年8月からツアーに復帰し下部大会を転戦している。

## WTAツアー決勝進出結果

### シングルス: 5回 (2勝3敗)
| 大会グレード          | 大会グレード                 |
| 2008年以前            | 2009年以後                   |
| --------------------- | ---------------------------- |
| グランドスラム (0–0)  |                              |
| WTAファイナルズ (0–0) |                              |
| ティア I (0–0)        | プレミア・マンダトリー (0-0) |
| ティア I (0–0)        | プレミア5 (0-0)              |
| ティア II (1-1)       | プレミア (0–1)               |
| ティア III (0–0)      | インターナショナル (1–0)     |
| ティア IV ＆ V (0–1)  | インターナショナル (1–0)     |

| 結果   | No. | 決勝日        | 大会           | サーフェス    | 対戦相手                     | スコア        |
| ------ | --- | ------------- | -------------- | ------------- | ---------------------------- | ------------- |
| 準優勝 | 1.  | 2005年2月12日 | ハイデラバード | ハード        | サニア・ミルザ               | 4–6, 7–5, 3–6 |
| 優勝   | 1.  | 2006年9月25日 | ルクセンブルク | ハード (室内) | フランチェスカ・スキアボーネ | 6–3, 6–2      |
| 準優勝 | 2.  | 2007年5月6日  | ワルシャワ     | クレー        | ジュスティーヌ・エナン       | 1–6, 3–6      |
| 準優勝 | 3.  | 2009年5月23日 | ワルシャワ     | クレー        | アレクサンドラ・ドゥルゲル   | 6–7, 6–3, 0–6 |
| 優勝   | 2.  | 2010年1月16日 | ホバート       | ハード        | シャハー・ピアー             | 6–2, 6–4      |

### ダブルス: 6回 (4勝2敗)
| 結果   | No. | 決勝日        | 大会           | サーフェス    | パートナー             | 対戦相手                                          | スコア        |
| ------ | --- | ------------- | -------------- | ------------- | ---------------------- | ------------------------------------------------- | ------------- |
| 優勝   | 1.  | 2006年5月27日 | イスタンブール | クレー        | アナスタシア・ヤキモワ | サニア・ミルザ アリシア・モリク                   | 6–2, 6–4      |
| 優勝   | 2.  | 2008年1月26日 | 全豪オープン   | ハード        | カテリナ・ボンダレンコ | ビクトリア・アザレンカ シャハー・ピアー           | 2–6, 6–1, 6–4 |
| 優勝   | 3.  | 2008年2月10日 | パリ           | ハード (室内) | カテリナ・ボンダレンコ | ブラディミラ・ウーリロバ エバ・ハルディノバ       | 6–1, 6–4      |
| 準優勝 | 1.  | 2009年1月16日 | ホバート       | ハード        | カテリナ・ボンダレンコ | ヒセラ・ドゥルコ フラビア・ペンネッタ             | 2–6, 6–7(4)   |
| 準優勝 | 2.  | 2009年7月6日  | ブダペスト     | クレー        | カテリナ・ボンダレンコ | アリサ・クレイバノワ モニカ・ニクレスク           | 4–6, 6–7(5)   |
| 優勝   | 4.  | 2009年7月13日 | プラハ         | クレー        | カテリナ・ボンダレンコ | イベタ・ベネソバ バルボラ・ザフラボバ・ストリコバ | 6–1, 6–2      |

## 4大大会シングルス成績
略語の説明
| W | F | SF | QF | #R | RR | Q# | LQ | A | Z# | PO | G | S | B | NMS | P | NH |

W=優勝, F=準優勝, SF=ベスト4, QF=ベスト8, #R=#回戦敗退, RR=ラウンドロビン敗退, Q#=予選#回戦敗退, LQ=予選敗退, A=大会不参加, Z#=デビスカップ/BJKカップ地域ゾーン, PO=デビスカップ/BJKカッププレーオフ, G=オリンピック金メダル, S=オリンピック銀メダル, B=オリンピック銅メダル, NMS=マスターズシリーズから降格, P=開催延期, NH=開催なし.
| 大会           | 2003 | 2004 | 2005 | 2006 | 2007 | 2008 | 2009 | 2010 | 2011 | 通算成績 |
| -------------- | ---- | ---- | ---- | ---- | ---- | ---- | ---- | ---- | ---- | -------- |
| 全豪オープン   | LQ   | LQ   | 1R   | 1R   | 3R   | 2R   | 3R   | 4R   | A    | 8–6      |
| 全仏オープン   | LQ   | LQ   | 1R   | 1R   | 2R   | 1R   | 1R   | 3R   | 1R   | 3–7      |
| ウィンブルドン | LQ   | LQ   | 3R   | 1R   | 3R   | 2R   | 1R   | 3R   | 1R   | 7–7      |
| 全米オープン   | LQ   | LQ   | 1R   | 2R   | 3R   | 3R   | 2R   | 3R   | 1R   | 8–7      |